# Тодор Калин
Тодор Д. Калин е български просветен деец, общественик и революционер, деец на Вътрешната македоно-одринска революционна организация.

## Биография
Тодор Калин е роден в сярското село Горно Броди, тогава в Османската империя. През 1884/1885 година е ученик в Сярското българско педагогическо училище. През 1889 – 1890 година е учител в родното си село заедно с Петър Стамболиев. Продължава да преподава там и след 1894 година. Междувременно членува в местния комитет на ВМОРО заедно с Иван Жилев, Андрей Хърлев, Марин Карамихалев, Стоян Халембаков, Иван Михалев, Хадживеликов, Петър Стамболиев, Тодор Сматракалев, братя Димкови, Чалъковите и други.
По-късно емигрира в Свободна България, където активно участва в дейността на Сярско-Драмското благотворително братство. През 1918 година е делегат от братството на Учредителния събор на македонските бежански братства заедно с Георги Баждаров. Делегат е на Седмия конгрес на Съюза на македонските емигрантски организации и е сред тези делегати, които подкрепят протогеровисткото крило.